# Potamites ecpleopus
Potamites ecpleopus là một loài thằn lằn trong họ Gymnophthalmidae. Loài này được Cope mô tả khoa học đầu tiên năm 1876.